# David Reivers
David Reivers, född 21 november 1958 i Kingston på Jamaica, är en  jamaicansk-amerikansk skådespelare och far till skådespelaren  Corbin Bleu. Han är främst känd för att i filmerna Jump In och High School Musical 3: Sista året ha spelat rollen som far till sin riktiga son. Han spelade även Paige Matthews chef Bob Cowan i TV-serien Förhäxad.

## Filmografi
- Malcolm X
- The Thirteenth Year
- Felicity
- Förhäxad
- Malevolent
- 24
- Lucky
- After the Sunset
- Drake & Josh
- Gilmore Girls
- Poseidon
- Jump In!
- High School Musical 3: Senior Year
- Free Style
- Reese Cereal Commercial
- Geico Commercial
- Desperate Housewives
- Scary or Die
- Circle
- The Fosters